# Scroll and Key

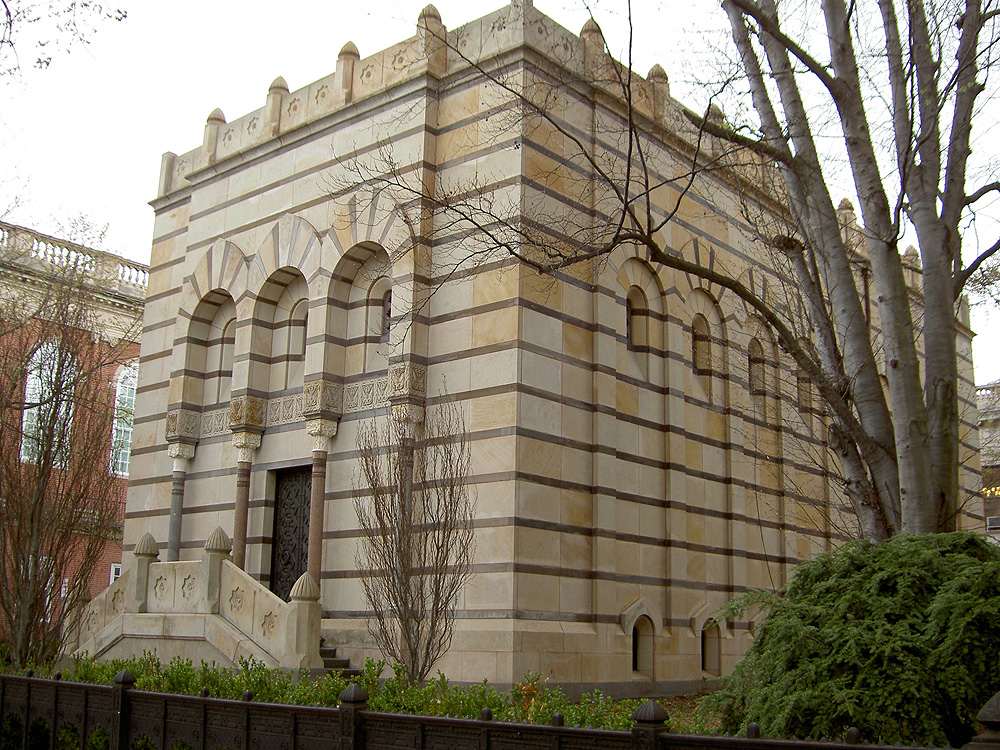
La "tumba" de Scroll and Key.

Scroll and Key (inglés: Pergamino y Llave) es la segunda sociedad secreta más antigua en la Universidad Yale. Fue fundada en 1841 por John Porter, William Kingsley, Samuel Perkins, Enos Taft, Lebbeus Chapin, George Jackson, Homer Sprague, Charlton Lewis, Calvin Child y Josiah Harmer en reacción a Skull & Bones. 

## Miembros notables
- Dean Acheson (1915) - 51.er Secretario de Estado
- C.Tracy Barnes (1932) - Central Intelligence Agency operativo responsable de la Invasión de Bahía de Cochinos
- Cord Meyer, Jr. (1943) - United World Federalists
- Frank Polk (1894) - Davis Polk & Wardwell; Secretario de Estado que manejó el término de la Segunda Guerra Mundial
- Theodore Runyon (1842) Enviado, después Embajador, Alemania; Battle of Bull Run
- Sargent Shriver (1938) - Peace Corps; Special Olympics
- Cy Vance (1939) - 57.º Secretario de estado; Secretario de la Armada
- Bart Giamatti (1960) - Comisionado de las Grandes Ligas de Béisbol; 16.º Presidente, Yale University
- Peter Ligouri (1982) President and CEO of FX Networks (Fox)
- Paul Mellon (1929) - philanthropist
- Robert Shriver - Baltimore Orioles
- John Hay Whitney (1926) - New York Herald Tribune; J.H. Whitney & Co.; Ambassador to the Court of St. James's
- George Parmly Day (1897) - Yale University Press
- Ray Lorenzo Heffner (1945) - 13º President, Brown University
- William Kingsley (1843) - Yale Review
- Maynard Mack (1932) - Yale faculty, namesake of distinguished-speaker series of Yale's Elizabethan Club
- Stone Phillips (1977) - Dateline NBC
- Wayne J. Riley (1981) - Meharry Medical College
- Alexandra Robbins (1998) - Secrets of the Tomb
- Gideon Rose (1987) - Foreign Affairs
- Calvin Trillin (1957) - humorist
- Stephen Umin (1959) - Rhodes Scholar; law clerk, Supreme Court Justice, Potter Stewart
- Fareed Zakaria (1986) - Newsweek International
- James L. Connaughton (1982) - Chairman of the White House Council on Environmental Quality (CEQ)
- John Lindsay (1944) - Mayor, Nueva York; Representative, New York's 17th District
- Robert Wagner (1933) - Mayor, New York City; Envoy to the Vatican; embajador en España
- George Shiras Jr. (1853) - U.S. Supreme Court Justice
- Harvey Cushing (1891) - neurosurgeon considered father of brain surgery
- John Enders (1919) - shared 1954 Nobel Prize in Physiology or Medicine
- Dickinson W. Richards (1917) - 1956 Nobel Prize in Physiology or Medicine
- Benjamin Spock (1925) - Baby & Child Care
- George Roy Hill (1943) - 1974 Academy Award for Directing, The Sting
- Austin Pendleton (1961) - Circle Repertory Company; Drama Desk Award
- Cole Porter (1913) - composer and songwriter; original Whiffenpoofs
- James Gamble Rogers - (1889) collegiate Gothic architecture, favored architect of Edward Harkness

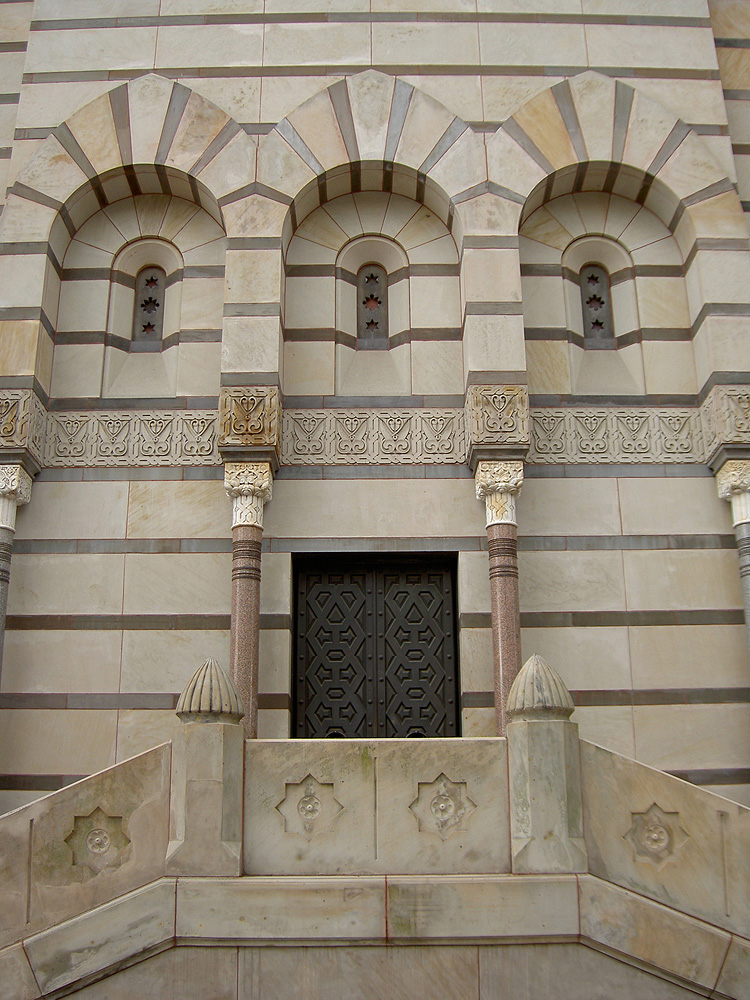
Entrada de la "Tumba" de Scroll and Key.

- Garry Trudeau (1970) - Doonesbury